# Koło czasu (serial telewizyjny)
Koło czasu (oryg. The Wheel of Time) – serial fantasy produkowany przez Amazon Studios na podstawie serii powieści Roberta Jordana o tym samym tytule.

## Fabuła
Moiraine, Aes Sedai, przybywa do miasteczka, w którym mieszka przepowiedziany Smok Odrodzony - człowiek, który ma zdobyć moc pozwalającą uratować świat lub go zniszczyć. Nie wiedząc, kto dokładnie nim jest, zabiera pięcioro młodych ludzi w długą i niebezpieczną podróż.

## Obsada
Źródła:

- Rosamund Pike jako Moiraine Damodred
- Josha Stradowski jako Rand al'Thor
- Zoë Robins jako Nynaeve al'Meara
- Marcus Rutherford jako Perrin Aybara
- Madeleine Madden jako Egwene
- Daniel Henney jako al'Lan Mandragoran
- Barney Harris (seria 1) i Dònal Finn (od serii 2) jako Mat Cauthon
- Hammed Animashaun jako Loial
- Kate Fleetwood as Liandrin Guirale
- Kae Alexander jako Min Farshaw
- Sophie Okonedo jako Siuan Sanche
- Priyanka Bose jako Alanna Mosvani
- Michael McElhatton jako Tam al'Thor
- Álvaro Morte jako Logain Ablar
- Fares Fares jako Ishamael
- Johann Myers jako Padan Fain
- Alexandre Willaume jako Thom Merrilin
- Abdul Salis jako Eamon Valda
- Jennifer Cheon Garcia jako Leane Sharif
- Meera Syal jako Verin Mathwin (od serii 2)
- Ceara Coveney jako Elayne Trakand (od serii 2)
- Natasha O'Keeffe jako Lanfear (od serii 2)
- Ayoola Smart jako Aviendha (od serii 2)
- Laia Costa jako Moghedien (od serii 2)
- Olivia Williams jako Morgase Trakand (od serii 3)
- Shohreh Aghdashloo jako Elaida (od serii 3)
- Isabella Bucceri jako Faile Bashere (od serii 3)

## Produkcja
Amazon zamówił serial w październiku 2018 roku. Zdjęcia rozpoczęto w 16 września 2019. W marcu 2020 zostały przerwane, po czym podjęto je ponownie we wrześniu 2020.
Druga seria została oficjalnie zamówiona w maju 2021, wkrótce po zakończeniu zdjęć do serii pierwszej, które prowadzono w Czechach. Zdjęcia do niej rozpoczęto w lipcu tego samego roku. Wykorzystano lokacje na terenie Chorwacji (pasmo górskie Welebit, Ličko Polje).

## Premiera
Uroczysta premiera serialu odbyła się 15 listopada 2021 w Londynie. Cztery dni później rozpoczęto jego udostępnianie w serwisie Prime Video. Druga seria jest nadawana od 1 września 2023.

## Odcinki
| Seria | Odcinki | Data opublikowania | Data opublikowania  |
| Seria | Odcinki | Premiera           | Finał               |
| ----- | ------- | ------------------ | ------------------- |
| 1     | 8       | 19 listopada 2021  | 24 grudnia 2021     |
| 2     | 8       | 1 września 2023    | 6 października 2023 |
| 3     | 8       | 13 marca 2025      | 17 kwietnia 2025    |

### Seria pierwsza
| Nr | Tytuł                   | Reżyseria        | Scenariusz                           | Data              |
| -- | ----------------------- | ---------------- | ------------------------------------ | ----------------- |
| 1  | Leavetaking             | Uta Briesewitz   | Rafe Judkins                         | 19 listopada 2021 |
| 2  | Shadow's Waiting        | Uta Briesewitz   | Amanda Shuman                        | 19 listopada 2021 |
| 3  | A Place of Safety       | Wayne Yip        | The Clarkson Twins                   | 19 listopada 2021 |
| 4  | The Dragon Reborn       | Wayne Yip        | Dave Hill                            | 26 listopada 2021 |
| 5  | Blood Calls Blood       | Salli Richardson | Celine Song                          | 3 grudnia 2021    |
| 6  | The Flame of Tar Valon  | Salli Richardson | Justine Juel Gillmer                 | 10 grudnia 2021   |
| 7  | The Dark Along the Ways | Ciaran Donnelly  | Amanda Shuman i Katherine B. McKenna | 17 grudnia 2021   |
| 8  | The Eye of the World    | Ciaran Donnelly  | Rafe Judkins                         | 24 grudnia 2021   |

### Seria druga
| Nr | Tytuł                 | Reżyseria     | Scenariusz                   | Data                |
| -- | --------------------- | ------------- | ---------------------------- | ------------------- |
| 1  | A Taste of Solitude   | Thomas Napper | Amanda Shuman                | 1 września 2023     |
| 2  | Strangers and Friends | Thomas Napper | Katherine B. McKenna         | 1 września 2023     |
| 3  | What Might Be         | Sanaa Hamri   | John McCutcheon              | 1 września 2023     |
| 4  | Daughter of the Night | Sanaa Hamri   | Dave Hill                    | 8 września 2023     |
| 5  | Damane                | Maja Vrvilo   | Rohit Kumar                  | 15 września 2023    |
| 6  | Eyes Without Pity     | Maja Vrvilo   | Rammy Park                   | 22 września 2023    |
| 7  | Daes Dae'mar          | Sanaa Hamri   | Justine Juel Gillmer         | 29 września 2023    |
| 8  | What Was Meant to Be  | Sanaa Hamri   | Rafe Judkins i Timothy Earle | 6 października 2023 |

### Seria trzecia
| Nr | Tytuł                      | Reżyseria        | Scenariusz           | Data             |
| -- | -------------------------- | ---------------- | -------------------- | ---------------- |
| 1  | To Race the Shadow         | Ciaran Donnelly  | Justine Juel Gillmer | 13 marca 2025    |
| 2  | A Question of Crimson      | Ciaran Donnelly  | Katherine B. McKenna | 13 marca 2025    |
| 3  | Seeds of Shadow            | Thomas Napper    | Beverly Okhio        | 13 marca 2025    |
| 4  | The Road to the Spear      | Thomas Napper    | Rafe Judkins         | 20 marca 2025    |
| 5  | Tel'aran'rhiod             | Marta Cunningham | Ajoke Ibironke       | 27 marca 2025    |
| 6  | The Shadow in the Night    | Marta Cunningham | Rammy Park           | 3 kwietnia 2025  |
| 7  | Goldeneyes                 | Ciaran Donnelly  | Dave Hill            | 10 kwietnia 2025 |
| 8  | He Who Comes With The Dawn | Ciaran Donnelly  | Justine Juel Gillmer | 17 kwietnia 2025 |

## Odbiór

### Reakcja krytyków
W agregatorze recenzji Rotten Tomatoes wartość Tomatometeru dla pierwszej serii wyniosła 81%, a średnia ocen z 94 recenzji wyniosła 7,0 na 10. Z kolei w agregatorze Metacritic średnia ważona ocen z 24 recenzji wyniosła 55 punktów na 100.
Rotten Tomatoes zebrało 48 recenzji drugiej serii, otrzymując wartość Tomatometeru wnoszącą 86% i średnią ocen 7,45 na 10. W agregatorze Metacritic średnia ważona ocen z 10 recenzji wyniosła 67 punktów na 100.
Zdecydowaną większość z 58 recenzji trzeciej serii, serwis Rotten Tomatoes uznał za pozytywne, otrzymując wartość Tomatometeru wnoszącą 97% i średnią ocen 7,85 na 10. W agregatorze Metacritic średnia ważona ocen z 9 recenzji wyniosła 77 punktów na 100.